# 22. ceremonia wręczenia nagród Brytyjskiej Akademii Filmowej
22. ceremonia rozdania nagród Brytyjskiej Akademii Sztuk Filmowych i Telewizyjnych.
Najwięcej statuetek otrzymał film Absolwent (4).

## Laureaci
Laureaci oznaczeni są wytłuszczeniem

### Najlepszy film
- Absolwent
- Oliver!
- 2001: Odyseja kosmiczna
- Pociągi pod specjalnym nadzorem

### Najlepszy aktor
- Spencer Tracy − Zgadnij, kto przyjdzie na obiad
- Nicol Williamson − The Bofors Gun
- Ron Moody − Oliver!
- Trevor Howard − Szarża lekkiej brygady

### Najlepsza aktorka
- Katharine Hepburn − Zgadnij, kto przyjdzie na obiad i Lew w zimie
- Anne Bancroft − Absolwent
- Joanne Woodward − Rachelo, Rachelo
- Catherine Deneuve − Piękność dnia

### Najlepsza aktor drugoplanowy
- Ian Holm − The Bofors Gun
- Anthony Hopkins − Lew w zimie
- George Segal − Nie traktuje się tak damy
- John McEnery − Romeo i Julia

### Najlepsza aktorka drugoplanowa
- Billie Whitelaw − Twisted Nerve i Charlie Bubbles
- Simone Signoret − Gry
- Virginia Maskell − Interlude
- Pat Heywood − Romeo i Julia

### Najlepsza reżyseria
- Mike Nichols − Absolwent
- Lindsay Anderson − Jeżeli...
- Carol Reed − Oliver!
- Franco Zeffirelli − Romeo i Julia

### Najlepszy scenariusz
- Buck Henry i Calder Willingham − Absolwent